# Сандр
Сандр (фр. Cendre) насеље је и општина у централној Француској у региону Оверња, у департману Пиј де Дом која припада префектури Клермон Феран.
По подацима из 2011. године у општини је живело 4801 становника, а густина насељености је износила 1137,68 становника/km². Општина се простире на површини од 4,22 km². Налази се на средњој надморској висини од 350 метара (максималној 411 m, а минималној 318 m).

## Демографија
| 1962. | 1968. | 1975. | 1982. | 1990. | 1999. | 2011. |
| ----- | ----- | ----- | ----- | ----- | ----- | ----- |
| 766   | 1.442 | 2.548 | 4.114 | 5.013 | 4.869 | 4.801 |

График промене броја становника у току последњих година